# クリムゾン・プラネット
『クリムゾン・プラネット』（原題：2036 Origin Unknown）は、2018年公開のイギリスのSFアドベンチャー映画。
Hasraf DulullとGary Hallが脚本を執筆し、H・Dulullに至っては監督も務めた。ケイティー・サッコフとステーヴン・クリーが出演した。
宇宙飛行管制官のマッケンジー・"マック"・ウィルソン（サッコフ）と人工知能システムのARTI（声：クリー）が火星で発見した謎の物体が、地球に瞬間移動するのを目撃することになる。
本作『2036 Origin Unknown』はウェストロンドン映画スタジオで撮影された。

## キャスト
- マッケンジー・"マック"・ウィルソン - ケイティー・サッコフ

宇宙飛行管制官
- ARTI - ステーヴン・クリー（英語版） (声のみ)

人工知能システム
- Sterling Brooks - レイ・フィアロン（英語版）
- Lena Wilson - ジュリー・コックス
- Jian Lin - David Tse (声のみ)

## 公開
2018年6月8日、アメリカのカリフォルニア州サンタモニカのLaemmle Monica Film Centerで本作『2036 Origin Unknown』は公開された。